# Mutara III av Rwanda
Mutara III Charles-Léon Rudahigwa född 1913, död 25 juli 1959, kung av Rwanda 12 november 1931-25 juli 1959, son till Yuhi IV, han efterträddes av sin halvbror Kigeri V.

## Utmärkelser[2]
- Stormästare och Storkors av Rwandiska Lejonorden (1947)
- Storkors av Belgiska Leopold II:s orden (1955, Kommendör 1947)
- Kommendör med stjärna av Påvliga Sankt Gregorius den stores orden (1947)